# Neubrandenbourg (Friedrich)
Neubrandenbourg, aussi Neubrandenbourg dans les nuages du matin, est une peinture de Caspar David Friedrich réalisée vers 1816. Le tableau est exposé au Musée régional de Poméranie de Greifswald.

## Dons pour la restauration
Les 15 000 € nécessaires pour la restauration ont été collectés en 2008 par un moyen original : le Pommersches Landesmuseum de Greifswald a divisé l'image en 375 carrés qui ont fait l'objet d'un appel au don de 50 € chacun.

## Science
Avec la tonalité orange de son coucher de soleil, Friedrich est peut-être le chroniqueur fidèle de l'éruption historique du volcan Tambora en Indonésie en 1815. Cette éruption a modifié le climat sur l'ensemble de la planète. L'équipe du physicien Christos Zerefos de l'Observatoire national d'Athènes a examiné les peintures de paysage des cinq derniers siècles en fonction des dates des phénomènes volcaniques notables. Les volcans en envoyant des poussières dans la haute atmosphère peuvent refroidir le Terre pendant plusieurs années. Les aérosols troublent la lumière solaire et ce phénomène est particulièrement visible au coucher du soleil.

## Source de la traduction
- (de) Cet article est partiellement ou en totalité issu de l’article de Wikipédia en allemand intitulé « Neubrandenburg (Gemälde) » (voir la liste des auteurs).